# Беккет, Бернард
Бернард Беккет (англ. Bernard Beckett) (родился в 1967 году) — новозеландский прозаик, пишущий произведения для подростков. В настоящее время работает учителем в средней школе Хатт-Вэлли (англ. Hutt Valley High School) в городе Ловер Хатт (англ. Lower Hutt), Веллингтон.

## Премии и награды
- 2005: Esther Glen Award at the LIANZA Children’s Book Awards за роман «Malcolm and Juliet»
- 2005: Победитель New Zealand Post Book Awards for Children and Young Adults в категории книг для подростков за роман «Malcolm and Juliet»
- 2007: Победитель New Zealand Post Book Awards for Children and Young Adults в категории книг для подростков за роман «Генезис-2075»